# Zvon sv. Jan Nepomucký
Svatý Jan Nepomucký (přezdíván i jako Honest Guide Bell) je zvon v kostele svatého Havla v Praze. Odlit byl spolu s třemi dalšími zvony v roce 2020 v rakouském zvonařství Grassmayr v Innsbrucku. Vysvěcen k užívání byl při mši Mons. Zdenkem Wasserbauerem, pomocným biskupem pražským.
Ostatní odlité zvony byly Ludmila, patřící do téhož kostela jako Jan a František s Haštalem, kterým byl určen kostel svatého Haštala. Jan váží přibližně 80 kilogramů, průměr má 50 centimetrů a laděn je do tónu a2. Zaplacen byl díky crowdfundingové sbírce na platformě Hithit, kterou založili Janek Rubeš a Honzík Mikulka. Cílem sbírky bylo vybrat 111 111 českých korun, které se podařilo překonat finální částkou přesahující 200 tisíc korun, a to za pouhé 2,5 hodiny od spuštění sbírky. Ludmila, kterou zaplatili farníci, váží 45 kilogramů, průměr má 38 centimetrů, laděna je do tónu cis3. Haštal váží 1130 kilogramů, průměr má 118 centimetrů, laděn je do tónu f1. František váží 330 kilogramů, průměr má 80 centimetrů, laděn je do tónu c2. Spolu s Haštalem stál 1,2 milionu českých korun, zaplacen byl sbírkou, kterou vyhlásil spolek Sanctus Castulus. Před dovezením a instalací těchto čtyř zvonů byl předchozím nejnovějším zvonem v Praze zvon Václav, vyrobený v 2017 na počest Václava Havla, jeho hmotnost je přibližně tři čtvrtě tuny, na výšku měří téměř metr a šířku ve spodní části má 103 centimetrů. Umístěn je též v kostele svatého Havla.

## Galerie
- Ludmila (vlevo) a Jan (vpravo) vystaveni v kostele svatého Havla
- Jan při převozu do kostela svatého Havla
- Jan při převozu do kostela svatého Havla
- Jan při převozu do kostela svatého Havla
- Detailní zobrazení reliéfu na zvonu
- Detailní zobrazení reliéfu na zvonu
- Zvon Jan při převozu do kostela svatého Havla. Vlevo na voze Janek Rubeš, za ním Ondřej Boháč, vpravo Honzík Mikulka